# WWE Divas Championship

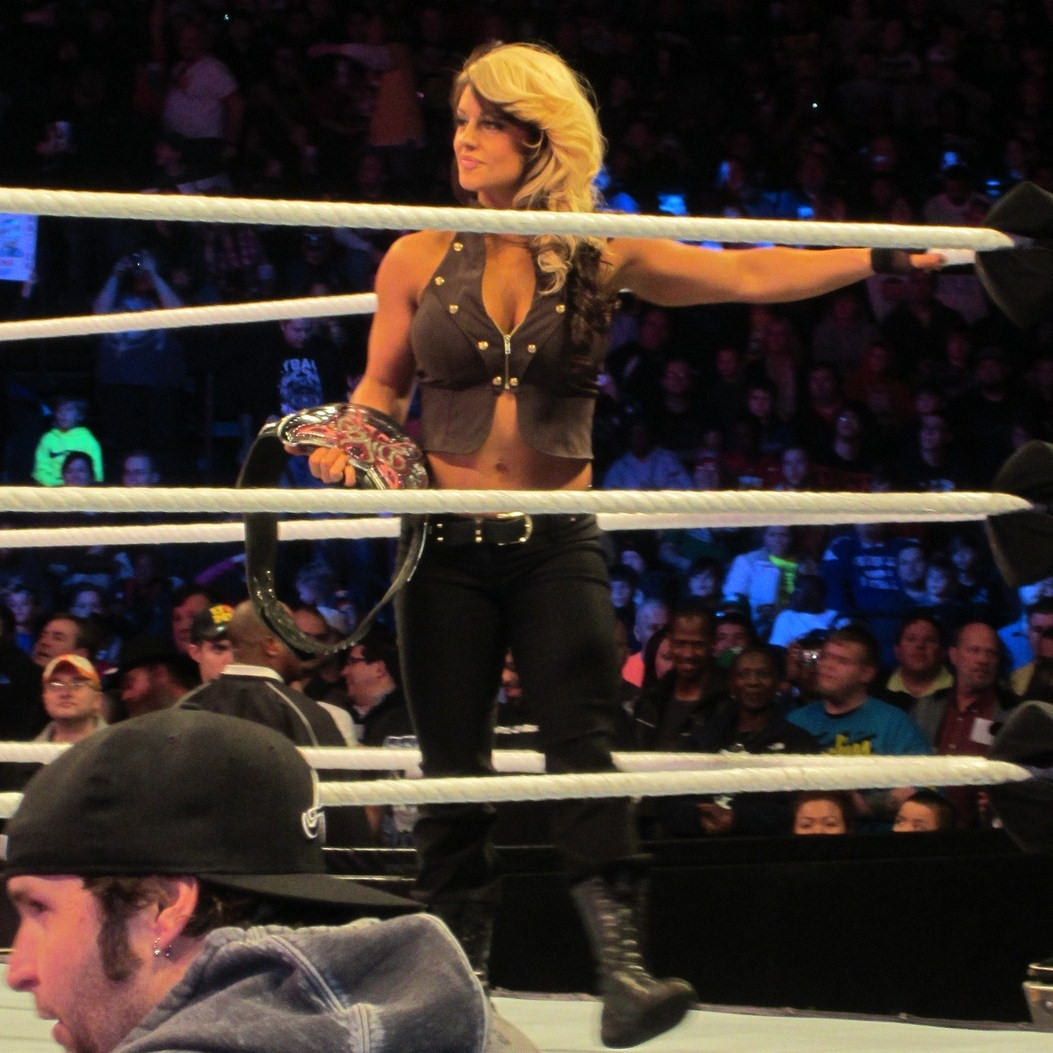
Kaitlyn ca Divas Champion în timpul unui WWE Superstars

WWE Divas Championship a fost un campionat de wrestling profesionist apărat în WWE. Campionatul a fost creat de către WWE în anul 2008, și a fost introdus de-a lungul unei storyline de către Managerul General din SmackDown din acea vreme Vickie Guerrero, ca o alternativă a titlului Women's Championship din Raw.
Michelle McCool a devenit campioana inaugurala pe data de 20 iulie 2008, atunci când a învins-o pe Natalya la Great American Bash. După ce ex-campioana divelor Maryse a fost trimisa la Raw, ca parte a Draftului în 2009, a luat campionatul cu ea. Michelle McCool a câștigat un meci împotriva lui Melina unificând titlul WWE Divas cu cel Women's Championship în cadrul evenimentului Noaptea Campionilor pe 19 septembrie 2010, crearea Campionatului Unificat. Pe 3 aprilie 2016, la WrestleMania 32, titlul a fost dezactivat și înlocuit cu noul Raw Women's Championship.

## Istorie
Pe 6 iunie din 2008, Managerul General al SmackDown! Vickie Guerrero, a anunțat crearea unei campionat feminin exclusiv pentru brandul SmackDown! campionatul a fost numit Campionatul de Dive (Divas Championship), ca un echivalent al Women's Championship, care a fost exclusiv pentru Raw.
În ediția din SmackDown! pe 6 iunie, Natalya a învins-o pe Layla, Kelly Kelly, Cherry, Victoria, Michelle McCool si Maryse într-o luptă. Această victorie a calificat-o pentru o luptă care corona prima campioana. Adversarul său a fost definit pe 4 iulie, în cazul în care Michelle McCool a învins-o pe Maryse, Cherry, Victoria , și Kelly Kelly, câștigând șansă pentru campionat.
La Great American Bash, McCool învins-o pe Natalya, devenind prima campioana. Campionatul a fost trimis la RAW , atunci când campioana Maryse a fost trimisa la acea marca în Draft 2009. Pe 12 Octombrie 2009, la Raw, Jillian a învins-o pe Mickie James , dar în aceeași noapte a fost învinsa de Melina fiind Jillian diva cu domnia ce-a mai scurta din istorie. Pe 19 septembrie din 2010, s-au confruntat Campioana Women's Michelle McCool si Campioana Divelor Melina într-o luptă de unificare, câștigă McCool lupta și unifica titlurile. Luni de zile, campionatul s-a numit "Unified Divas Championship", dar mai târziu a revenit la denumirea originală.

### Dețineri
Din martie 26, 2025.
| #  | Wrestler        | Număr de dețineri | Data               | Durată (zile) | Eveniment               | Detalii suplimentare |
| -- | --------------- | ----------------- | ------------------ | ------------- | ----------------------- | --- |
| 1  | Michelle McCool | 1                 | 20 iulie 2008      | 155           | The Great American Bash | A învinso pe Natalya pentru a deveni prima campioana din istoria campionatului |
| 2  | Maryse          | 1                 | 22 decembrie 2008  | 216           | Friday Night SmackDown! | Maria a fost arbitru special |
| 3  | Mickie James    | 1                 | 26 iulie 2009      | 78            | Night of Champions      | |
| 4  | Jillian Hall    | 1                 | 12 octombrie 2009  | 0             | Monday Night RAW        | |
| 5  | Melina          | 1                 | 12 octombrie 2009  | 84            | Monday Night RAW        | |
| —  | Abandonat       | —                 | 4 ianuarie 2010    | —             | WWE.com                 | Din cauza unei accidentari a lui Melina. |
| 6  | Maryse          | 2                 | 22 februarie 2010  | 49            | Monday Night RAW        | A învinso pe Gail Kim în finala unui turneu. |
| 7  | Eve Torres      | 1                 | 12 aprilie 2010    | 69            | Monday Night RAW        | |
| 8  | Alicia Fox      | 1                 | 20 iunie 2010      | 56            | Fatal 4-Way             | Le-a învins pe Eve, Maryse și Kim. |
| 9  | Melina          | 2                 | 15 august 2010     | 35            | Summerslam              | |
| 10 | Michelle McCool | 2                 | 19 septembrie 2010 | 63            | Night of Champions      | A fost un Lumberjill match pentru a unifica campionatul feminin a lui Layla cu campionatul divelor a lui Melina. Michelle a luptat in numele lui Melina unificand centurile si chemanduse un timp campionatul unificat al divelor. |
| 11 | Natalya         | 1                 | 21 noiembrie 2010  | 70            | Survivor Series         | Le-a învins pe McCool și Layla în-trun Handicap match |
| 12 | Eve Torres      | 2                 | 30 ianuarie 2011   | 71            | Royal Rumble            | Le-a învins pe Natalya, McCool, Layla |
| 13 | Brie Bella      | 1                 | 11 aprilie 2011    | 70            | Monday Night RAW        | |
| 14 | Kelly Kelly     | 1                 | 20 iunie 2011      | 104           | RAW Power to the People | Kelly a fost aleasă de public peste Beth Phoenix și Eve. |
| 15 | Beth Phoenix    | 1                 | 2 octombrie 2011   | 204           | Hell in a Cell          | |
| 16 | Nikki Bella     | 1                 | 23 aprilie 2012    | 6             | RAW SuperShow           | A fost un Lumberjill match |
| 17 | Layla           | 1                 | 29 aprilie 2012    | 140           | Extreme Rules           | |
| 18 | Eve Torres      | 3                 | 16 septembrie 2012 | 120           | Night of Champions      | Eve o înlocuia pe Kaityln, care fusese atacată în backstage înainte de meci. |
| 19 | Kaitlyn         | 1                 | 14 ianuarie 2013   | 153           | RAW 20th Anniversary    | Daca Eve era descalificata, pierdea centura. |
| 20 | AJ Lee          | 1                 | 16 iunie 2013      | 295           | Payback                 | |
| 21 | Paige           | 1                 | 7 aprilie 2014     | 84            | Monday Night RAW        | |
| 22 | AJ Lee          | 2                 | 30 iunie 2014      | 48            | Monday Night RAW        | |
| 23 | Paige           | 2                 | 17 august 2014     | 35            | Summerslam              | |
| 24 | AJ Lee          | 3                 | 21 septembrie 2014 | 63            | Night of Champions      | |
| 25 | Nikki Bella     | 2                 | 23 noiembrie 2014  | 301           | Survivor Series         | Aceasta a fost campioana ce-a mai longeviva din istoria campionatului |
| 26 | Charlotte       | 1                 | 20 septembrie 2015 | 196           | Night of Champions      | Daca Nikki era descalificata, pierdea centura |
| —  | Desființat      | —                 | 3 aprilie 2016     | —             | WrestleMania 32         | Desființată înlocuită de centura feminina din Raw. |